# محمد بانجورا

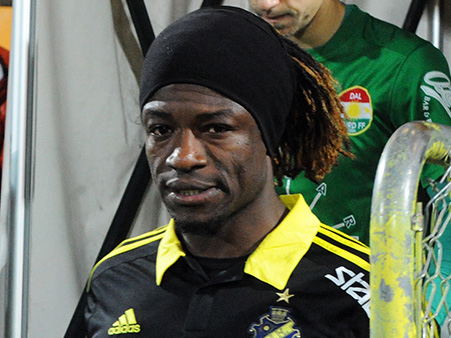

محمد بانجورا (بالإنجليزية: Mohamed Bangura)‏ لاعب كرة قدم سيراليوني يلعب في الدوري السويدي لنادى أيك السويدى وهو من مواليد عام 1989 (21 عام) يقال أن أحد الأندية المصرية يفاوض الاعب عن طريق وكيله في مصر لكن وكيله السويدى اكد غير ذلك واكد ان بانجورا لاعب مميز وامامه الطريق مفتوح ليصل لاحد اندية القمة في أوروبا وقد يساعده سنه على ذلك (21 عام) وانه يفضل الاستمرار في أوروبا.

## روابط خارجية
- محمد بانجورا على موقع الاتحاد الأوربي (الإنجليزية)
- محمد بانجورا على موقع اتحاد السويد (السويدية)
- محمد بانجورا على موقع اتحاد تركيا (لاعب) (الإنجليزية)
- محمد بانجورا على موقع قاعدة بيانات كرة القدم.إي يو (الإنجليزية)
- محمد بانجورا على موقع ناشيونال فوتبول تيمز (الإنجليزية)
- محمد بانجورا على موقع Soccerbase.com (لاعب) (الإنجليزية)
- محمد بانجورا على موقع Soccerway.com (الإنجليزية)
- محمد بانجورا على موقع عالم كرة القدم.نت (الإنجليزية)
- محمد بانجورا على موقع كووورة
- محمد بانجورا على موقع AS.com (الإسبانية)